# 88. zračnoprevozni pehotni bataljon (ZDA)
88. zračnoprevozni padalski bataljon (izvirno angleško 88th Airborne Infantry Battalion) je bil zračnopristajalni bataljon Kopenske vojske Združenih držav Amerike.

## Zgodovina
Bataljon je bil ustanovljen 10. oktobra 1941 kot eksperimentalna enota. Enota je tako razvijala postopke zračnega desanta, preučevala nosilnost letal, organizacijo enot, taktične doktrine in razvijala urjenje. 